# 近衛維子
近衛 維子（このえ これこ、宝暦9年12月9日（1760年1月26日） - 天明3年10月12日（1783年11月6日））は、後桃園天皇の女御。関白太政大臣近衛内前の娘。弟に右大臣近衛経熙がいる。

## 経歴
明和5年（1769年）11月、皇太子英仁親王（のちの後桃園天皇）と結婚。明和7年（1770年）、英仁親王の即位に伴い、安永元年（1772年）12月に女御宣下を受ける。
安永8年（1779年）1月に第一皇女・欣子内親王を出産し、同年6月には准三后に叙される。しかし、同年11月に後桃園天皇が崩御。天皇には欣子内親王以外に子女がなかったため、急遽傍系の閑院宮典仁親王の第六王子・祐宮（のちの光格天皇）を維子の養子とし、皇位を継承させることとなった。
安永10年（1781年）3月、皇太后となり、名実ともに嫡母として新帝を補佐する立場に置かれるが、それから間もなく、天明3年10月12日（1783年11月6日）に崩御。享年24。同日、女院号を宣下され、盛化門院（せいかもんいん）と称される。陵墓は京都府京都市東山区の月輪陵。